# Bathytoma virgo
Bathytoma virgo is een slakkensoort uit de familie van de Borsoniidae. De wetenschappelijke naam van de soort is voor het eerst geldig gepubliceerd in 1966 door Okutani.